# John Henry Le Keux
John Henry Le Keux, född 1812, död 1896 i Durham, var en engelsk gravör och 
tecknare av arkitektoniska verk, son till John Le Keux.
John Henry Le Keux var elev till James Basire III. Han arbetade sedan för sin far. Mellan åren 1853 och 1865 utställde han sina arkitektritningar på Royal Academy. Omkring 1864 flyttade han till Durham där han var verksam som förvaltare för en förlagsfirma. Han dog där och begravdes i St Nicholas' Church.